# Cartonema philydroides
Cartonema philydroides är en himmelsblomsväxtart som beskrevs av Ferdinand von Mueller. Cartonema philydroides ingår i släktet Cartonema och familjen himmelsblomsväxter. Inga underarter finns listade.